# James Sánchez
James Amilkar Sánchez Altamiranda  conocido popularmente como James Sánchez (Barranquilla, Atlántico, Colombia; 4 de abril de 1988) es un futbolista colombiano nacionalizado panameño. Juega de centrocampista y actualmente se encuentra sin equipo.
Tiene 2 hijas llamadas Victoria Sánchez y Allana Sánchez.

## Trayectoria

### Inicios
Se formó en la escuela de fútbol del periodista Edgar Perea. En el 2008 debutó como profesional en el Valledupar FC, entre 2009 y 2014 jugó en la liga de Panamá, a mediados de 2014 retorna al país cuando es vendido a Uniautónoma.

### Uniautónoma
Llegó en el segundo semestre de la temporada 2014 con Jaime de la Pava como Director técnico de Uniautónoma, El cual tuvo un semestre aceptable. En 2015 explotó su máximo potencial de la mano de Giovanni Hernández, posteriormente se convirtió en pieza clave del equipo universitario con 5 goles y 4 asistencias durante el año. A pesar de todo Uniautónoma descendió y desapareció lo que causó que James Sánchez quedara libre y fichara por el Junior de Barranquilla.

### Junior
A finales del año 2015 se confirma su traspaso al equipo barranquillero después de varias temporadas con los universitarios. Sus buenas actuaciones le valieron el interés de los tiburones. El 30 de enero hizo su debut oficial en el Metropolitano, siendo titular y jugando 85 minutos antes de ser sustituido por Yhonny Ramírez.

### Unión Magdalena
El 7 de enero de 2022 es presentado con los demás refuerzos del Unión Magdalena.

## Estadísticas
| Club                              | Div.          | Temporada     | Liga  | Liga  | Copa Nacional | Copa Nacional | Copa Internacional | Copa Internacional | Total | Total |
| Club                              | Div.          | Temporada     | Part. | Goles | Part.         | Goles         | Part.              | Goles              | Part. | Goles |
| --------------------------------- | ------------- | ------------- | ----- | ----- | ------------- | ------------- | ------------------ | ------------------ | ----- | ----- |
| Valledupar F.C. · Colombia        |               |               |       |       |               |               |                    |                    |       |       |
| 2.ª                               | 2008/09       | 39            | 2     | —     | —             | —             | —                  | 39                 | 2     |       |
| Total club                        | Total club    | 39            | 2     | 0     | 0             | 0             | 0                  | 39                 | 2     |       |
| Atlético Chiriquí · Panamá        |               |               |       |       |               |               |                    |                    |       |       |
| 1.ª                               | 2009/10       | 16            | 2     | —     | —             | —             | —                  | 16                 | 2     |       |
| Total club                        | Total club    | 16            | 2     | 0     | 0             | 0             | 0                  | 16                 | 2     |       |
| San Francisco · Panamá            |               |               |       |       |               |               |                    |                    |       |       |
| 1.ª                               | 2010/11       | 20            | 0     | —     | —             | 2             | 0                  | 22                 | 0     |       |
| 1.ª                               | 2012/13       | 18            | 2     | —     | —             | —             | —                  | 18                 | 2     |       |
| 1.ª                               | 2013-ll       | 16            | 0     | —     | —             | —             | —                  | 16                 | 0     |       |
| Total club                        | Total club    | 54            | 2     | 0     | 0             | 2             | 0                  | 56                 | 2     |       |
| Chorrillo · Panamá                |               |               |       |       |               |               |                    |                    |       |       |
| 1.ª                               | 2012-l        | 14            | 3     | —     | —             | 4             | 0                  | 18                 | 3     |       |
| 1.ª                               | 2014-l        | 1             | 0     | —     | —             | —             | —                  | 1                  | 0     |       |
| Total club                        | Total club    | 15            | 3     | 0     | 0             | 4             | 0                  | 19                 | 3     |       |
| Uniautónoma · Colombia            |               |               |       |       |               |               |                    |                    |       |       |
| 1.ª                               | 2014-II       | 13            | 0     | 6     | 0             | —             | —                  | 19                 | 0     |       |
| 1.ª                               | 2015          | 32            | 5     | 2     | 1             | —             | —                  | 34                 | 6     |       |
| Total club                        | Total club    | 45            | 5     | 8     | 1             | 0             | 0                  | 53                 | 6     |       |
| Junior de Barranquilla · Colombia |               |               |       |       |               |               |                    |                    |       |       |
| 1.ª                               | 2016          | 29            | 3     | 3     | 0             | 7             | 1                  | 39                 | 4     |       |
| 1.ª                               | 2017          | 32            | 2     | 7     | 1             | 9             | 0                  | 48                 | 3     |       |
| 1.ª                               | 2018          | 29            | 3     | 3     | 1             | 12            | 0                  | 44                 | 4     |       |
| 1.ª                               | 2019          | 37            | 0     | 4     | 0             | 1             | 0                  | 42                 | 0     |       |
| 1.ª                               | 2020          | 15            | 1     | —     | —             | 8             | 0                  | 23                 | 1     |       |
| Total club                        | Total club    | 142           | 9     | 17    | 2             | 37            | 1                  | 196                | 12    |       |
| DIM · Colombia                    | 1.ª           | 2020          | 0     | 0     | 3             | 0             | -                  | -                  | 3     | 0     |
| DIM · Colombia                    | 1.ª           | 2021          | 12    | 0     | 0             | 0             | -                  | -                  | 12    | 0     |
| DIM · Colombia                    | Total         | Total         | 12    | 0     | 3             | 0             | 0                  | 0                  | 15    | 0     |
| Alianza Petrolera · Colombia      | 1.ª           | 2021          | 12    | 0     | 3             | 0             | -                  | -                  | 15    | 0     |
| Alianza Petrolera · Colombia      | Total         | Total         | 12    | 0     | 3             | 0             | 0                  | 0                  | 15    | 0     |
| Unión Magdalena · Colombia        | 1.ª           | 2022          | 23    | 4     | 4             | 0             | -                  | -                  | 27    | 4     |
| Unión Magdalena · Colombia        | Total         | Total         | 23    | 4     | 4             | 0             | 0                  | 0                  | 27    | 4     |
| Total carrera                     | Total carrera | Total carrera | 358   | 27    | 35            | 3             | 43                 | 1                  | 436   | 31    |

## Palmarés

### Torneos nacionales
| Título                  | Club                   | País     | Temporada |
| ----------------------- | ---------------------- | -------- | --------- |
| Liga Panameña de Fútbol | San Francisco          | Panamá   | 2011-C    |
| Copa Colombia           | Junior                 | Colombia | 2017      |
| Categoría Primera A     | Junior                 | Colombia | 2018-II   |
| Categoría Primera A     | Junior                 | Colombia | 2019-II   |
| Superliga de Colombia   | Junior                 | Colombia | 2019      |
| Superliga de Colombia   | Junior                 | Colombia | 2020      |
| Copa Colombia           | Independiente Medellín | Colombia | 2020      |